# 4062 Schiaparelli
4062 Schiaparelli este un asteroid din centura principală, descoperit pe 28 ianuarie 1989 de Oss. San Vittore.